# 卡米納克湖
62°09′33″N 95°08′23″W / 62.15917°N 95.13972°W
卡米納克湖是加拿大的湖泊，處於哈德森灣以西80公里，由努納武特基瓦里奇地區負責管轄，長64公里、寬35公里，面積554平方公里，島嶼46平方公里，海拔高度53米。

## 外部連結
- Photo, Shallow ‘cave’ with local ritual significance in highly folded orthoquartzite of Hurwitz Formation